# Savaştepe
Savaştepe ist eine Stadt im gleichnamigen Landkreis der türkischen Provinz Balıkesir und gleichzeitig ein Stadtbezirk der 2012 geschaffenen Büyükşehir belediyesi Balıkesir (Großstadtgemeinde/Metropolprovinz). Die Stadt liegt etwa 40 Kilometer südwestlich des Zentrums von Balıkesir. Seit einer Gebietsreform 2012 ist die Kreisstadt flächen- und einwohnermäßig identisch mit dem Landkreis. Die im Stadtsiegel abgebildete Jahreszahl 1959 dürfte auf das Jahr der Erhebung zur Gemeinde (Belediye/Belde) hinweisen.
Bis Ende 2012 bestand der Kreis aus der Kreisstadt und aus der Belediye (Gemeinde) Sarıbeyler (beide je 5 Mahalles). Des Weiteren bestanden noch 44 Dörfer (Köy), die in zwei Bucaks organisiert waren: Merkez (34) und Sarıbeyler (10 Dörfer). Diese Dörfer wurden bei der Verwaltungsreform in Mahalles überführt, gleichzeitig wurden die fünf Mahalles von Sarıbeyler zu einem einzigen verschmolzen.
Der Landkreis liegt im Süden der Provinz. Er grenzt im Nordwesten an İvrindi, im Nordosten an den zentralen Landkreis und im Süden an die Provinz Manisa. Die Kreisstadt liegt an der Verbindungsstraße von Balıkesir nach Bergama, westlich des Bergzuges Ömer Dağı (auch Mancınık Dağı). Im Westen des Landkreises, etwa fünf Kilometer nordwestlich der Stadt, liegt der Stausee Sarıbeyler Barajı.

## Sehenswürdigkeiten
Im Südosten des Landkreises liegt beim Dorf Yazören die Tropfsteinhöhle Yazören Mağarası.